# Tonkawa
Tonkawa – miasto w Stanach Zjednoczonych, w stanie Oklahoma, w hrabstwie Kay.